# 出雲咲乃
出雲 咲乃（いずも さきの、1997年4月4日 - ）は、日本のシンガーソングライター。所属事務所はスターダストプロモーション。

## 人物
2015年春、スターダストプロモーションが実施した「第1回SDRオーディション」で約1,900組の中から合格をつかんだ。パソコンだけで制作したデモテープによって、彼女独特の世界観が評価された。審査員たちは「歌詞の世界が他にはない独特なもので、創造力にあふれている」と才能を高く評価し、満場一致で合格した。
中学卒業後から独学で作曲を開始。16歳の時に購入したギター演奏や作詞作曲は独学で行い、デビュー前に制作した楽曲は50曲ほど。ギターはコードを覚えてからは家やスタジオで毎日のように触っていた。影響を受けたアーティストは清竜人と椎名林檎。また、吉田兄弟が好きで三味線の音をよく使用する。
「面白いことがなかったから」と中学校に通ったのはわずか3日で、卒業後は高校には進学しなかった。「自分で何かを創りたい」と思った16歳の時、漫画家になるかミュージシャンになるかで迷ったが、ミュージシャンの方が手っ取り早そうという理由でギターを購入し、家にこもって楽曲制作活動を始める。半年ほどで納得いく曲が20曲ほど出来上がり、スターダストプロモーションが2014年から実施していた「第1回SDRオーディション」に応募。2015年春に「いろは」という名でシンガーソングライターとしてアーティスト部門で合格。
2016年4月6日、1stシングル「当流女」がヴィレッジヴァンガード下北沢店限定で発売され、デビューを果たす。それに合わせ、オーディションから使用していた「いろは」という名前を改め、「出雲咲乃」と名乗るようになる。そして1stシングル全収録曲がBS朝日のスペシャルドラマ『女優堕ち』の主題歌および挿入歌に起用される。番組サイドからオファーを受けて7月7日から放送開始の日本テレビ系木曜ドラマ『遺産相続弁護士 柿崎真一』（読売テレビ制作）で初めて地上波ドラマの主題歌を担当することになり、楽曲「世界のしかけ」を書き下ろした。7月30日より東京・東京ミッドタウンにて開催される花のアートイベント『FLOWERS BY NAKED 魅惑の楽園』のテーマソングを担当することになり、楽曲「はないちもんめ」を提供。

## ディスコグラフィ

### シングル
|     | 発売日       | タイトル | 規格 | 規格品番  | 最高順位 |
| --- | ------------ | -------- | ---- | --------- | -------- |
| 1st | 2016年4月6日 | 当流女   | CD   | ZXRC-1069 |          |

## タイアップ
| 曲名                       | タイアップ                                                    |
| -------------------------- | ------------------------------------------------------------- |
| 出雲咲乃名義               |                                                               |
| 「当流女」                 | BS朝日スペシャルドラマ『女優堕ち』主題歌                      |
| 「キャット・ストリート」   | BS朝日スペシャルドラマ『女優堕ち』挿入歌                      |
| 「少女の如く、女の如く。」 | BS朝日スペシャルドラマ『女優堕ち』挿入歌                      |
| 「三津子の女優革命」       | BS朝日スペシャルドラマ『女優堕ち』挿入歌                      |
| 「世界のしかけ」           | 日本テレビ系木曜ドラマ『遺産相続弁護士 柿崎真一』主題歌       |
| 「はないちもんめ」         | 花のアートイベント「FLOWERS BY NAKED 魅惑の楽園」テーマソング |

## 出演

### テレビ
- ミュージック☆ロード（BS11デジタル、2015年 - ） - 準レギュラー